# Jacques Michaud
Jacques Michaud (11 juli 1951) is een voormalig Frans wielrenner.

## Levensloop en carrière
Michaud werd prof in 1979. Hij nam vijfmaal deel aan de Ronde van Frankrijk. In 1983 won hij een rit. In 1979 won hij de Ster van Bessèges.

## Resultaten in voornaamste wedstrijden
| Jaar | Ronde van Italië | Ronde van Frankrijk | Ronde van Spanje |
| ---- | ---------------- | ------------------- | ---------------- |
| 1979 |                  | 40e                 |                  |
| 1980 |                  | 72e                 |                  |
| 1981 |                  | 23e                 |                  |
| 1982 |                  | 18e                 |                  |
| 1983 |                  | 19e (1)             |                  |
| 1984 |                  |                     |                  |

| Jaar | Milaan-San Remo | Parijs-Roubaix | Amstel Gold Race |
| ---- | --------------- | -------------- | ---------------- |
| 1979 |                 |                |                  |
| 1980 | 117e            |                |                  |
| 1981 |                 | 40e            |                  |
| 1982 |                 |                |                  |
| 1983 |                 |                | 56e              |
| 1984 |                 |                | 34e              |